# Ревазов, Максим Александрович
Ревазов, Максим Александрович (род. 27 ноября 1938, Ленинград — умер 16 августа 2023, Москва) — советский и российский учёный-горняк, специалист в области экономики добычи и переработки минерального сырья. Доктор технических наук, профессор Московского горного института. Лауреат Государственной премии СССР и Премии Совета Министров СССР, почётный работник высшего профессионального образования Российской Федерации.

## Биография
Ревазов, Максим Александрович родился 27 ноября 1938 г. в Ленинграде в семье известного горного инженера Александра Дзахиевича Ревазова. Осетин, из семьи потомственных горняков. В 1961 г. окончил Ленинградский горный институт им. Г. В. Плеханова по специальности «разработка месторождений полезных ископаемых».
В 1961—1969 гг. работал во Всесоюзном научно-исследовательском институте горной механики и маркшейдерского дела (ВНИМИ) Минуглепрома СССР. С 1969 г. переходит по конкурсу на работу в Московский горный институт (ныне — Горный институт НИТУ «МИСиС»). Там прошел путь от заведующего сектором отраслевой лаборатории, канд. техн. наук (1969—1971 гг.) до доцента кафедры (1971—1978 гг.); после успешной защиты докторской диссертации (1974 г.) и получения звания профессора (1978 г.) возглавил кафедру «Экономика планирования горного производства», которой руководил 34 года.

## Научная и педагогическая деятельность
Максим Александрович Ревазов является известным специалистом в области экономики добычи и переработки минерального сырья, природопользования, охраны окружающей среды и недр, его научная деятельность отмечена множеством государственных наград.
Как педагог, он создал несколько новых курсов экономических дисциплин: «Экономика природопользования», «Налоговая система России» и др. Под руководством профессора Ревазова были успешно защищены более 30 кандидатских и 7 докторских диссертаций.
Автор и соавтор 12 монографий и 7 учебных пособий (в том числе 3 учебных пособия с грифом Минобразования РФ). Общее число опубликованных им научных трудов превышает 110 наименований.
М. А. Ревазов являлся председателем отраслевой секции «Экономика и управление на предприятии горной промышленности и в геологоразведке» Учебно-методического объединения по образованию в области производственного менеджмента.

## Признание
В 1982 г. Максиму Александровичу Ревазову была присуждена Государственная премия СССР за работу «Создание научных основ, разработку и внедрение мер предупреждения и борьбы с оползневыми явлениями на разрезах и карьерах при открытом способе добычи полезных ископаемых», а в 1986 г. — премия Совета Министров СССР за работу «Создание и внедрение в производство высокоэффективной технологии механизированной добычи и обогащения асбеста текстильной группы и широкое использование его в народном хозяйстве».
За разработку и широкое внедрение способов управления откосами на карьерах награждён знаком «Изобретатель СССР». Его педагогическая деятельность отмечена званием «Почётный работник высшего профессионального образования Российской Федерации». М. А. Ревазов был награждён знаком отличия «Шахтёрская слава» III степени (СССР, Угольная промышленность).